# Манкусо, Сальваторе
Сальваторе Манкусо (исп. Salvatore Mancuso) — колумбийский ультраправый боевик и политик-антикоммунист. Один из лидеров Крестьянских сил самообороны Кордобы и Урабы и Объединённых сил самообороны Колумбии. Активный участник гражданской войны с колумбийскими марксистами.

## Биография
Сальваторе Манкусо родился 17 августа 1964 года в Монтерии. Он стал вторым ребенком в семье итальянца и колумбийки, у него пять братьев и сестер. В 1995 году присоединился к Крестьянским силам самообороны Кордобы и Урабы, быстро зарекомендовал себя в этой парамилитаристской организации. Спустя несколько лет после гибели Фиделя Кастаньо, его братья Карлос и Висенте основали Объединённые силы самообороны Колумбии (AUC). Сальваторе Манкусо присоединился к AUC и быстро поднимался в иерархии этой организации, со временем став в ней вторым лицом после Карлоса Кастаньо. В 2002 году Сальваторе Манкусо был задержан колумбийской полицией по обвинению в организации незаконной торговли наркотиками. В 2008 году его экстрадировали в Соединённые Штаты Америки, где суд приговорил Манкусо к 16 годам заключения. После оглашения приговора власти Колумбии изъяли у Сальваторе Манкусо его недвижимость общей стоимостью 25 млн долларов США.